# Революционный район
Революционный район — единица административного деления Акмолинского округа Казакской АССР, существовавшая в 1928—1930 годах. Центр — город Акмолинск.
Революционный район был образован в 1928 году в составе Акмолинского округа на базе Революционной и частей Калининской и Объединённой волостей Акмолинского уезда Акмолинской губернии. В 1930 году район был упразднён, а его территория разделена между Акмолинским, Нуринским и Эркеншиликским районами.